# Юйцюаньшань
Юйцюаньшань (кит. 玉泉山, букв. «гора Нефритового источника») — гора в Пекине, к западу от Пекинского ботанического сада. На горе Юйцюаньшань находятся буддийский храм Сянцзи и пагода Юйфэн. В настоящее время гора является загородной дачей Центральной военной комиссии КПК, посторонние туда не допускаются.

## Нефритовый источник
На южном склоне горы имеется источник, который называется Юйцюань (кит. 玉泉, «Нефритовый источник»).
Когда во времена династии Мин был построен Пекин, то вода с горы Юйцюаньшань была объявлена императорской, её имел право пить лишь император. Каждое утро вода из источника Юйцюань доставлялась через ворота Сичжимэнь к императорскому дворцу.

## Парк Цзинмин
При династии Цин на 19-м году правления под девизом «Канси» (1680 год) на южном склоне горы Юйцюаньшань был разбит парк Чэнсиньюань, впоследствии переименованный в парк Цзинмин. Парк Цзинмин и гора Юйцюаньшань входили в список «Три горы и пять парков» императорской семьи.